# Middle Earth Masters
Middle Earth Masters – koncertowy album grupy Soft Machine nagrany z odnalezionych taśm i wydany w 2006 r.

## Historia i charakter albumu[2]
Taśmy z zapisanym koncertem został nagrane przez amatora entuzjastę elektroniki Boba Woolforda na zaprojektowanym i wykonanym przez siebie magnetofonie. W ramach testowania tego sprzętu dokonywał on wielu nagrań zarówno w dobrych jak i fatalnych warunkach. W efekcie tych eksperymentów założył on firmę Woolford Sound, która profesjonalnie dokonywała pozastudyjnych nagrań Musica Electronica Viva (Włochy), Xhol Caravan (Niemcy) i angielskich projektów związanych z Soft Machine.
Taśmy z zapisem koncertu zostały odnalezione w 1994 r. przez Michaela Kinga (autora książki Wrong Movements. A Robert Wyatt Story). Po sprawdzeniu ich jakości okazało się, że ich stan nie pozwala na wykorzystanie tych nagrań w celu publikacji w formie dysku kompaktowego czy jakiejkolwiek innej.
Jednak w dziesięć lat później technika rozwinęła się już na tyle, że postanowiono posługując się najnowszą techniką uczynić te taśmy zdatnymi do opublikowania na dysku kompaktowym. Zapisano więc taśmy w systemie binarnym, dokonano precyzyjnych napraw, poprawiono głośność nagrań, zredukowano szumy, usunięto zniekształcenia wokalu (który był wykonywany przez niskiej jakości mikrofony i nieustannie przytłumiany eksplozjami dźwięku instrumentów), zrównano poziomy obu kanałów stereo, dokonano subtelnych kompresji itd.
W rezultacie otrzymano zaskakująco dobre nagrania, które można było wydać. Efekt słuchania tych nagrań na CD jest zbliżony do wysłuchania tego koncertu stojąc w klubie Middle Earth przed grającymi Soft Machine. Zapis zawiera więc wszystkie elektroniczne zniekształcenia, brudne dźwięki itd., które były jakby znakiem firmowym zespołu.
Nagrania te są cenne z tego powodu, iż dokumentują krótki okres grupy tuż po odejściu Daevida Allena i przed przyjściem Andy'ego Summersa. Koncertowe nagrania tego składu były praktycznie nieznane. Nagrania pochodzą z dwóch koncertów zespołu w klubie Middle Earth (który zastąpił znany klub UFO) z września 1967 r. i z maja 1968 r.
Ze względu na jakość dźwięku album oceniony być może jako tylko "dobry", jednak pod względem wagi historycznej – jest nieoceniony.

## Muzycy
- Kevin Ayers – gitara, gitara basowa, śpiew
- Mike Ratledge – organy
- Robert Wyatt – perkusja, śpiew

## Spis utworów
| 1.  | Clarence in Wonderland (Ayers)                | 4:33    |
|     |                                               |         |
| 2.  | We Know What You Mean (Ayers)                 | 3:02    |
|     |                                               |         |
| 3.  | Bossa Nova Express (Ayers)                    | 2:39    |
|     |                                               |         |
| 4.  | Hope for Happiness (B. Hopper/Ayers/Ratledge) | 13:19   |
|     |                                               |         |
| 5.  | Disorganisation (Ratledge)                    | 6:03    |
|     |                                               |         |
| 6.  | We Did It Again (Ayers)                       | 5:48    |
|     |                                               |         |
| 7.  | Why Are We Sleeping? (Ayers/Ratledge/Wyatt)   | 6:16    |
|     |                                               |         |
| 8.  | I Should've Known (H. Hopper)                 | 9:47    |
|     |                                               |         |
| 9.  | That's How Much I Need You Now (Wyatt)        | 2:20    |
|     |                                               |         |
| 10. | I Should've Known (H. Hopper)                 | 6:44    |
|     |                                               |         |
| 11. | A Certain Kind (H. Hopper)                    | 3:46    |
|     |                                               |         |
|     |                                               | 1:04:17 |
|     |                                               |         |

## Opis płyty
- Producent – Michael King dla Cuneiform Records
- Oryginalne nagranie – Bob Woolford (1-10), autor nagrania utworu 11 pozostaje nieznany
- Miejsce i data nagrania – 1-8 Middle Earth, 16 września 1967 r.; 9, 10 Middle Earth, Roundhouse w maju 1968 r.
- Mastering – Michael King
- Studio Sounds Good, Kanada
- Koordynacja wydania – Steven Feigenbaum
- Fotografie – Mark Ellidge[3]
- Miejsce i data fotografii – Dulwich Park w Londynie, 25 września 1967 r.
- Dodatkowe fotografie – Michael King i Jeff Shermann
- Reklama klubu Middle Earth – Jon Newey Archives
- Projekt okładki, naklejki itd. – Bill Ellsworth
- Firma nagraniowa – Cuneiform Records
- Numer katalogowy CD – RUNE 236
- © Soft Machine